# Tywardreath and Par
Tywardreath and Par est une paroisse civile des Cornouailles, en Angleterre.